# Tiberius

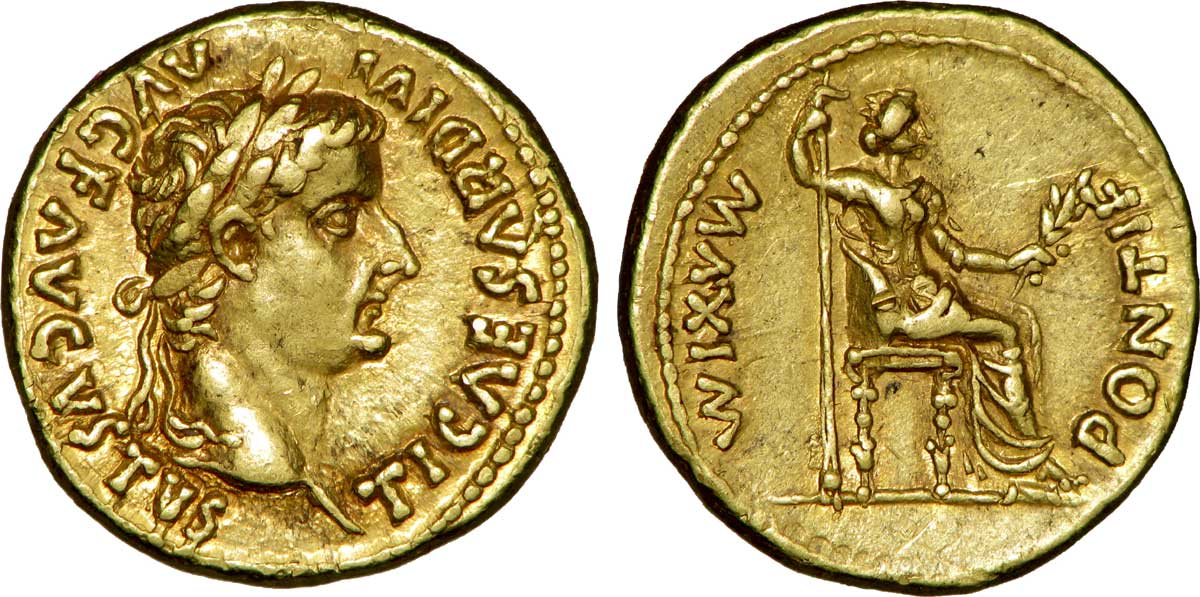
Aureus från Tiberius regeringstid

Tiberius Julius Caesar Augustus, ursprungligen Tiberius Claudius Nero, född 16 november 42 f.Kr. i Rom, död 16 mars 37 e.Kr. i Misenum nära Neapel, var romersk kejsare från 18 september 14 e.Kr. till sin död. Efter en militärt framgångsrik karriär efterträdde han sin styv- och adoptivfar Augustus. Trots att han var skicklig som regent drog han sig undan från makten och flyttade till ön Capri. Vid sin död var han föga omtyckt, och Plinius den äldre kallade honom "den dystraste av människor".

## Biografi
Tiberius var son till kejsar Augustus andra gemål Livia i hennes första äktenskap med Tiberius Claudius Nero.
Tiberius var det romerska rikets andra kejsare. När hans mor gifte sig med Octavianus (senare Augustus), adopterade denne Tiberius. Redan som 18-åring blev han placerad som befälhavare i krigen mot germanerna. Augustus upplöste hans lyckliga äktenskap med Vipsania Agrippina, dotter till Agrippa, och tvingade honom att gifta sig med Augustus dotter Julia. Äktenskapet med Julia blev olyckligt och Tiberius drog sig undan till Rhodos 6 f.Kr. Tiberius stannade på Rhodos i åtta år. Han kom tillbaka för att göra militärtjänst mot germanerna, vilka hade besegrat de romerska legionerna i slaget vid Teutoburgerskogen år 9 e.Kr. Han deltog i flera framgångsrika expeditioner till nuvarande centrala Tyskland. Vid sin hemkomst till Rom firade han triumf.
Eftersom Augustus tilltänkte tronföljare dog i unga år, adopterade denne Tiberius istället, och när Augustus dog år 14, besteg Tiberius tronen. Tiberius regeringstid präglades av många uppror i olika delar av det vida riket. År 18 erövrades Kappadokien. Trots detta var Tiberius en god administratör som lyckades hålla armén i gott skick. Så småningom drog sig Tiberius tillbaka från det politiska livet i Rom; han flyttade till Capri år 27 e.Kr. Enligt Suetonius ryktades det, att han ägnade sig åt ständiga utsvävningar och perversa nöjen efter flytten till Capri. Han tvingades att återigen blanda sig i det politiska livet när kommendören för praetoriangardet Sejanus själv försökte gripa makten.
Tiberius härskade under den tid Jesus verkade i provinsen Judeen och omnämns i Lukasevangeliet 3:1 i samband med Johannes döparens framträdande under hösten år 28 eller våren år 29 (i kejsar Tiberius 15:e regeringsår). Även Tacitus (55–117 e.Kr.) nämner Jesu avrättning i samband med Tiberius regeringstid.
Tiberius var föga omtyckt vid sin död. Han hade beordrat flera avrättningar och ansågs vara grym och snål. Han dog år 37 e.Kr. och efterträddes av Caligula. Hans önskan att Caligula skulle regera tillsammans med hans köttslige sonson Tiberius Gemellus nonchalerades.